# جون ستيفنز وود
جون ستيفنز وود (بالإنجليزية: John Stephens Wood)‏ هو محامي وسياسي أمريكي، ولد في 8 فبراير 1885 في مقاطعة تشيروكي في الولايات المتحدة، وتوفي في 12 سبتمبر 1968 في ماريتا في الولايات المتحدة. حزبياً، نشط في الحزب الديمقراطي.

## مناصب
- انتخب قاضي (1925 – 1931).
- انتخب المحامي العام (1921 – 1925).
- انتخب عضو مجلس نواب ماساتشوستس.
- انتخب عضو مجلس نواب جورجيا (1917 – 1917).
- انتخب عضو مجلس النواب الأمريكي.